# جیمی بارنول-ادینبورو
جیمی بارنول-ادینبورو (انگلیسی: Jamie Barnwell-Edinboro؛ زادهٔ ۲۶ دسامبر ۱۹۷۵) بازیکن فوتبال اهل بریتانیا است.
از باشگاه‌هایی که در آن بازی کرده‌است می‌توان به باشگاه فوتبال کمبریج یونایتد، باشگاه فوتبال دونکستر راورز، باشگاه فوتبال سوانزی سیتی، باشگاه فوتبال نورث فریبی یونایتد، باشگاه فوتبال استیونج، باشگاه فوتبال ویگان اتلتیک، باشگاه فوتبال کاونتری سیتی، و باشگاه فوتبال اسکاربرو اتلتیک اشاره کرد.